# Славянка (Воронежская область)
Славя́нка — хутор в Россошанском районе Воронежской области.
Входит в состав Евстратовского сельского поселения.

## Население
| 2010 |
| ---- |
| 65   |